# Вахдат (район Лахш)
Вахдат (тадж. Ваҳдат; до 2008 — Джиргаталь, тадж. Ҷиргатол) — посёлок городского типа, административный центр района Лахш в Таджикистане.
Расположен в 225 км к северо-востоку от Душанбе в долине реки Сурхоб на высоте 1800 метров над уровнем моря.

## Население
| 1939 | 2019 | 2020 | 2021 | 2022 |
| ---- | ---- | ---- | ---- | ---- |
| 1297 | 6300 | 6400 | 5000 | 5100 |

## Известные уроженцы, жители
- Темирова, Алтынай Эгембердиева (род. 1960) — киргизская поэтесса, драматург, сценарист и переводчик.

## Инфраструктура
Личное подсобное хозяйство с зоной сельскохозяйственного использования, индивидуальная застройка усадебного типа.
Основа экономики — сельское хозяйство.

## Транспорт
Через посёлок проходит автомобильная дорога Душанбе — Сары-Таш, связывающая через Алайскую долину Таджикистан с Кыргызстаном и далее через Иркештам с Китаем. Дорога является частью Европейского маршрута E60.
Имеется аэродром, принимающий малую авиацию: самолёты типа Ан-28, Ан-2 и вертолёты. Через этот аэродром осуществляется доставка туристов и альпинистов для совершения спортивных восхождений в районе пика Исмоила Сомони.
Самолёт или автомобиль обычно доставляет людей и грузы из Душанбе в Джиргаталь, а далее — в альпийские лагеря. Доставка также осуществляется вертолетом Ми-8М.
В реальных условиях аэропорт открыт только в хорошую погоду, так как требуется визуальная посадка. В случае облачности и плохой погоды полеты прекращаются. Аэродром работает только в дневное время.